# Brevipalpus nodiflorae
Brevipalpus nodiflorae är en spindeldjursart som beskrevs av Baker och James P. Tuttle 1987. Brevipalpus nodiflorae ingår i släktet Brevipalpus och familjen Tenuipalpidae. Inga underarter finns listade.